# Астахов, Леонид Семёнович
Леонид Семёнович Астахов (25 октября 1930, Проскуров — 22 апреля 2005, Феодосия, АР Крым) — советский хозяйственный, государственный и политический деятель.

## Биография
Родился в 1930 году в Проскурове. Член КПСС.
С 1929 года — на хозяйственной, общественной и политической работе. В 1929—1996 гг. — мастер достроечного цеха, инженер цеха, заместитель начальника цеха, заместитель главного технолога, секретарь парткома Николаевского судостроительного завода имени 61-го коммунара, главный инженер, генеральный директор Феодосийского судостроительного завода «Море».
За освоение серийного строительства катеров на воздушной подушке «Скат» и «Кальмар» был в составе коллектива удостоен Государственной премии СССР (1978 год, неопубликованным указом).
Делегат XXVII съезда КПСС.
Умер 22 апреля 2005 года в Феодосии.